# Un gros mot
Un gros mot est une comédie-vaudeville en 1 acte d'Eugène Labiche, représentée pour la 1re fois à Paris au Théâtre du Palais-Royal le 29 septembre 1860, collaborateur Léon Dumoustier, éditions Michel Lévy frères.

## Distribution
| Acteurs et actrices ayant créé les rôles |                   |
| Personnage                               | Acteur ou actrice |
| Gaillardin                               | Ravel             |
| Cascadou                                 | Luguet            |
| Ribouté, notaire                         | Lhéritier         |
| Joseph, domestique                       | M. Félicien       |
| Julie, femme de Gaillardin               | Mme Cico          |
| Mme de Rouvres                           | Mme Crénisse      |
| Annette, femme de chambre                | Mme Daroux        |